# Iago ab Idwal ap Meurig
Iago ab Idwal ap Meurig (... – 1039) è stato sovrano del Regno di Gwynedd dal 1023 al 1039.
Dopo la morte di Llywelyn ap Seisyll, il regno tornò all'antica dinastia con Iago, pronipote di Idwal Foel. Davvero poco si sa sul suo regno. Fu ucciso da un suo uomo nel 1039 e rimpiazzato dal figlio di Llywelyn, Gruffydd I. Gruffydd I verrà poi ucciso da Gruffydd II, nipote di Iago attraverso suo figlio Cynan ap Iago.